# Rekovac
Rekovac (serbocroata cirílico: Рековац) es un municipio y pueblo de Serbia perteneciente al distrito de Pomoravlje del centro-este del país.
En 2011 tenía 10 971 habitantes, de los cuales 1930 vivían en el pueblo y el resto en las 31 pedanías del municipio. La mayoría de la población se compone étnicamente de serbios (10 712 habitantes).
Se ubica unos 15 km al suroeste de Jagodina.

## Pedanías
Junto con Rekovac, pertenecen al municipio las siguientes pedanías:
- Bare (Rekovac)
- Belušić
- Beočić
- Bogalinac
- Brajinovac
- Cikot
- Dobroselica
- Dragovo
- Kalenićki Prnjavor
- Kaludra
- Kavadar
- Komorane
- Lepojević
- Loćika
- Lomnica (Rekovac)
- Maleševo
- Motrić
- Nadrlje
- Oparić
- Prevešt
- Rabenovac
- Ratković (Rekovac)
- Sekurič
- Sibnica (Rekovac)
- Siljevica
- Šljivica
- Tečić
- Ursule
- Velika Kruševica
- Vukmanovac
- Županjevac